# Парламентские выборы во Франции (1928)
Парламентские выборы во Франции 1928 года в 14-й парламент Третьей республики проходили 22 и 29 апреля.

## Результаты

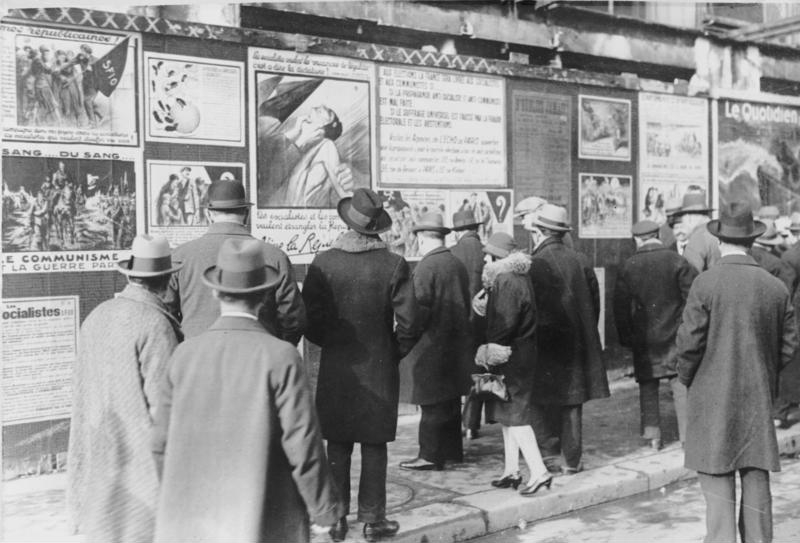
Предвыборные плакаты в Париже. 1928 год.

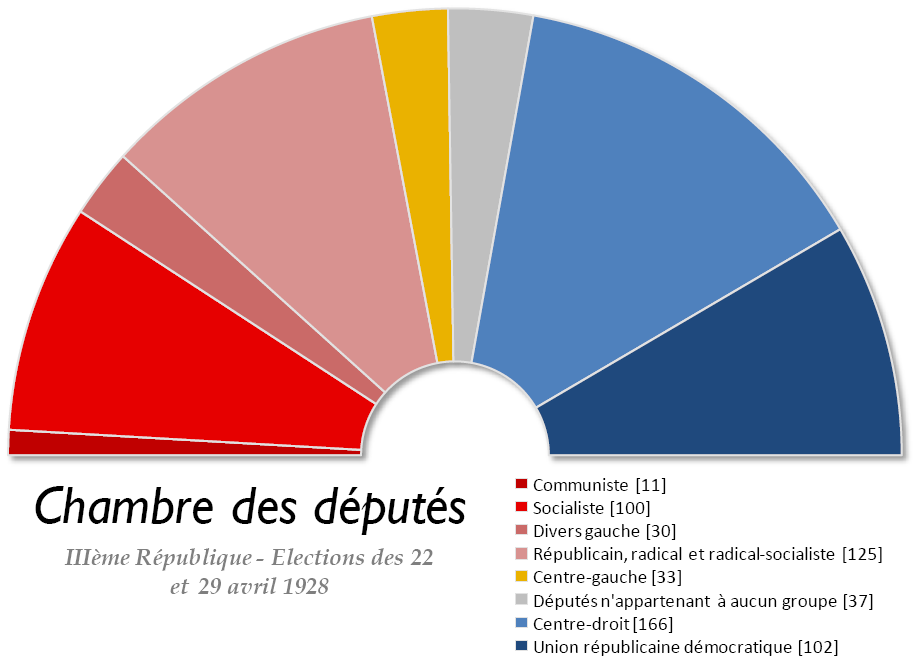
Состав французского парламента после выборов 1928 года.

| Партия                                     | Места |
| ------------------------------------------ | ----- |
| Коммунисты (SFIC)                          | 11    |
| Французская секция Рабочего Интернационала | 100   |
| Республиканская социалистическая партия    | 18    |
| Социалисты (PSF)                           | 12    |
| Радикальная партия                         | 125   |
| Независимые левые                          | 15    |
| Социальные и юнионистские левые            | 18    |
| Радикальные левые                          | 54    |
| Демократическое и социальное действие      | 29    |
| Левые республиканцы                        | 64    |
| Народно-демократическая партия             | 19    |
| Республиканский и демократический союз     | 102   |
| независимые                                | 37    |
| Всего                                      | 604   |